# John George Fraser
Sir John George Fraser (Beaufort-Wes, 17 december 1840 - Bloemfontein, 22 juni 1927) was een advocaat, politicus en staatsman in de Oranje Vrijstaat. Hij was met 12 jaar de tweede langszittende voorzitter van de Volksraad van de Oranje Vrijstaat. Hij werd in 1905 tot ridder geslagen.

## Biografie
John Fraser werd geboren in Beaufort-Wes in de Britse Kaapkolonie als oudste zoon van Colin Mackenzie Fraser en Maria Elisabeth Sieberhagen (1812-1862). 
Fraser volgde tussen 1852 en 1861 in Schotland zijn opleiding, eerst aan het Free Church Institution in Inverness, later aan het Marischal College in Aberdeen (tegenwoordig onderdeel van de Universiteit van Aberdeen) waar hij medicijnen ging studeren. Na vier jaar studeren raakten zijn financiële middelen op waardoor hij gedwongen was zonder diploma terug te keren naar Zuid-Afrika.

### Oranje Vrijstaat
Fraser vestigde zich nadien in de Oranje Vrijstaat, dat toen een relatief jonge republiek was. Als lid van het Philippolis Commando nam hij deel aan Basotho-oorlogen in de jaren zestig van de 19e eeuw.
In juli 1871 werd hij privé-secretaris van staatpresident Brand. Tussen 1871 en 1876 was Fraser secretaris van de Volksraad, griffier van het Hooggerechtshof en hoofd van de wees- en insolventiekamers. Tegelijkertijd studeerde hij rechten en behaalde hij de kwalificaties om advocaat te worden. Op 1 juli 1877 begon hij zijn advocatenpraktijk in Bloemfontein.
In 1879 werd hij voor het eerst als Volksraadlid gekozen, als vertegenwoordiger voor de wijk Knapzak-Rivier in het district Philippolis. Hij nam zijn zetel in op 3 mei 1880. Het jaar daarop werd hij gekozen als afgevaardigde in de Volksraad voor Bloemfontein, een functie die hij zou bekleden tot de Tweede Boerenoorlog. Hij nam actief deel aan beraadslagingen over wetgeving en werd op 5 mei 1884 verkozen tot voorzitter van de Volksraad. Gedurende 12 jaar lang werd hij jaarlijks voor deze functie herkozen. Daarmee is hij na Gert Petrus Visser de langstzittende voorzitter in de historie van de Oranje Vrijstaat. 
Als politicus stond hij voor een zelfstandig en onafhankelijke Vrijstaat, en keerde zich – net als staatspresident Jan Brand – tegen de gedachte van vereniging met de onstabiele Zuid-Afrikaansche Republiek.
Fraser speelde een belangrijke rol in de onderhandelingen met de Zuid-Afrikaanse Republiek en president Kruger aan het eind van de jaren 80 van de 19e eeuw. In zijn boek Episodes in My Life gaat hij uitgebreid in op de onderhandelingen over de voorgestelde douane-unie, de aanleg van spoorwegen en defensieverdragen. Fraser stond argwanend tegenover Kruger. 
Fraser stelde zich bij de verkiezingen van 1896 kandidaat voor het staatspresidentschap en werd verslagen door Marthinus Theunis Steyn (de echtgenoot van zijn nicht Rachel Isabella Fraser). Een paar weken voor de verkiezingen vond de Jameson Raid plaats in de Zuid-Afrikaansche Republiek. Hoewel deze militaire actie mislukte, had de Jameson Raid een grote schok teweeggebracht in geheel Zuidelijk Afrika. De geruchten gingen dat Fraser pro-Brits was. Daardoor verloor hij alle kansen voor het presidentschap. De verkiezingen resulteerden daardoor in een klinkende overwinning voor Steyn, die ruim 83% van de stemmen kreeg. Later in 1896 nam hij ontslag als voorzitter van de Volksraad. 
Naast zijn politieke functies was Fraser ook actief in het maatschappelijk leven. Hij was 34 jaar lang superintendent van de zondagsschool van de Nederduitse Gereformeerde Kerk en daarnaast diaken en ouderling in dezelfde kerk. Daarnaast was hij gedurende 25 jaar secretaris van de raad van toezicht van het Grey College.

### Tweede Boerenoorlog
Tijdens de Tweede Boerenoorlog verbleef Fraser in Bloemfontein, waar hij samen met burgemeester B.O. Kellner en landdrost H.F.D. Papenfus zitting had in het komitee vir openbare veiligheid. Na het vertrek van het Boerenleger uit Bloemfontein en de aanstaande aankomst van het Britse leger, reed het committee op 15 maart 1900, vergezeld door baljuw, de heer N.P.C. Raaff, het Britse leger onder Lord Roberts tegemoet om de stad over te geven.

### Na de oorlog
John Fraser werd in 1903 verkozen tot lid van de wetgevende raad van de Oranjerivierkolonie. In 1905 werd hij geridderd tot Knight Bachelor en in 1910 verkozen tot senator in de Senaat. Hij bleef senator tot 1920. In 1927 overleed Fraser in Bloemfontein.

## Familie
De vader van John Fraser was Colin Mackenzie Fraser, die tot de groep presbyteriaanse predikanten behoorde die in de jaren 1820 en 1830 naar de Kaapkolonie werden gehaald om de Nederduits Gereformeerde Kerk te verengelsen. 
John Fraser trouwde op 18 april 1866 met Dorothea Ortlepp (1845-1930). Ze kregen elf kinderen. De tweede dochter, Maria Elizabeth Carolina Fraser, trouwde met Gideon Brand van Zyl, die van 1945 tot 1950 gouverneur-generaal van de Unie van Zuid-Afrika was en in 1945 door koning George VI werd benoemd tot lid van de Geheime Raad.